# Масленников, Олег Борисович
Олег Борисович Масленников (род. 7 января 1971, Владимир) — советский и российский футболист, вратарь.

## Карьера
Воспитанник владимирской ДЮСШ, первый тренер — Е. С. Ликсаков.
В 1989—1990 годах провёл три игры за местное «Торпедо» во второй лиге.
7,5 сезонов (1992—1998) отыграл в клубе «Динамо-Газовик»/«Тюмень» (85 игр в высшей лиге).
До 2006 года играл за различные клубы второго дивизиона, в 2007 вернулся в «Торпедо», следующие два сезона числился в составе, но на поле не выходил, работал тренером вратарей.